# 于尔根·毛内
于尔根·毛内（德語：Jürgen Maune，1947年6月7日—），生于迈森，德国前男子排球运动员。他曾代表东德国家队参加1972年夏季奥林匹克运动会排球比赛，获得一枚银牌。